# ドモヴォーイ

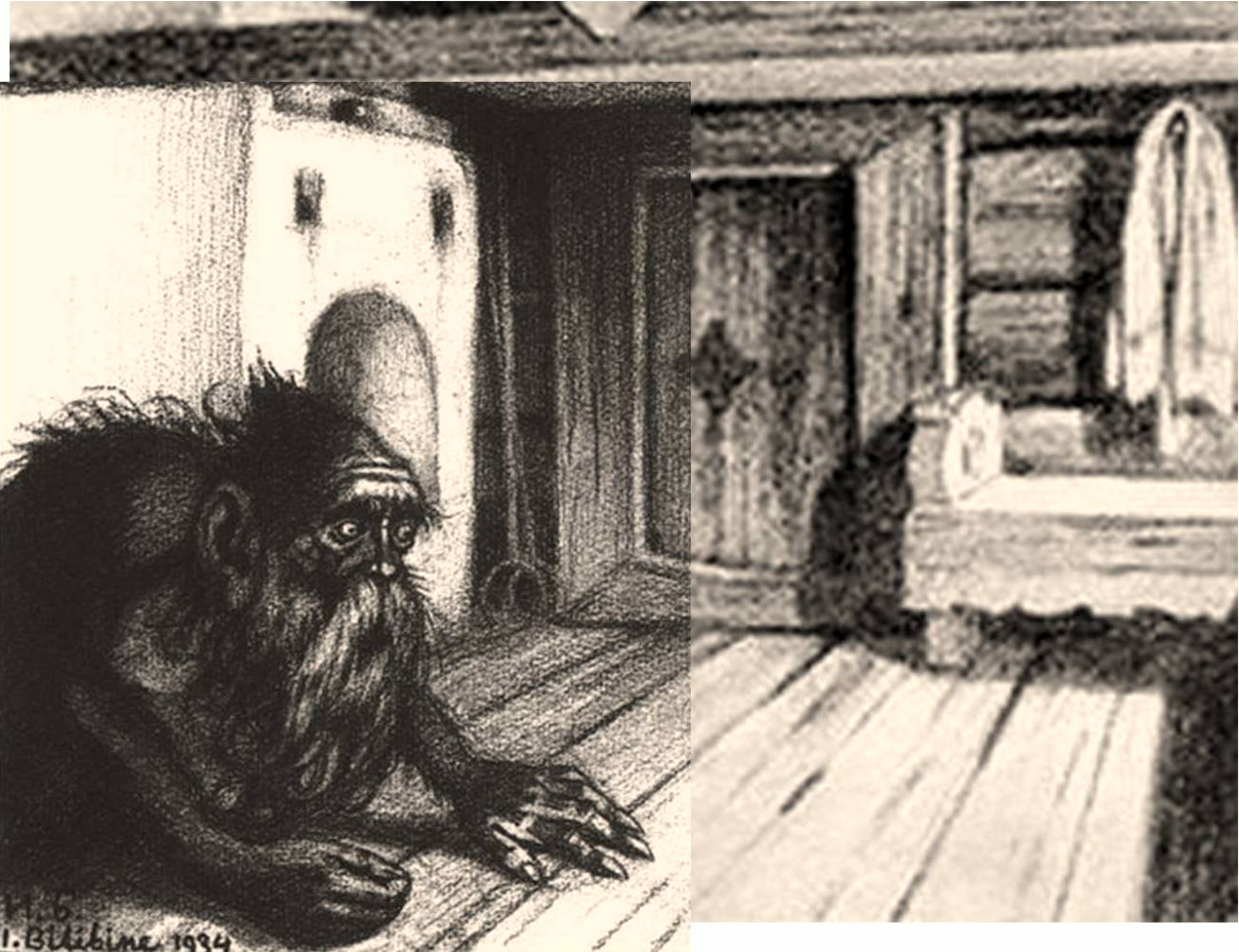
ドモヴォーイ（イヴァン・ビリビン画）

ドモヴォーイ（ドモヴォイとも。ウクライナ語: домовик、ロシア語: домово́й, ラテン文字転写：Domovoi、Domovoj) は、スラブ人の家の精。その名はスラヴ語派の「ドム (dom)」（家や家庭の意）から派生したとされる。

## 解説

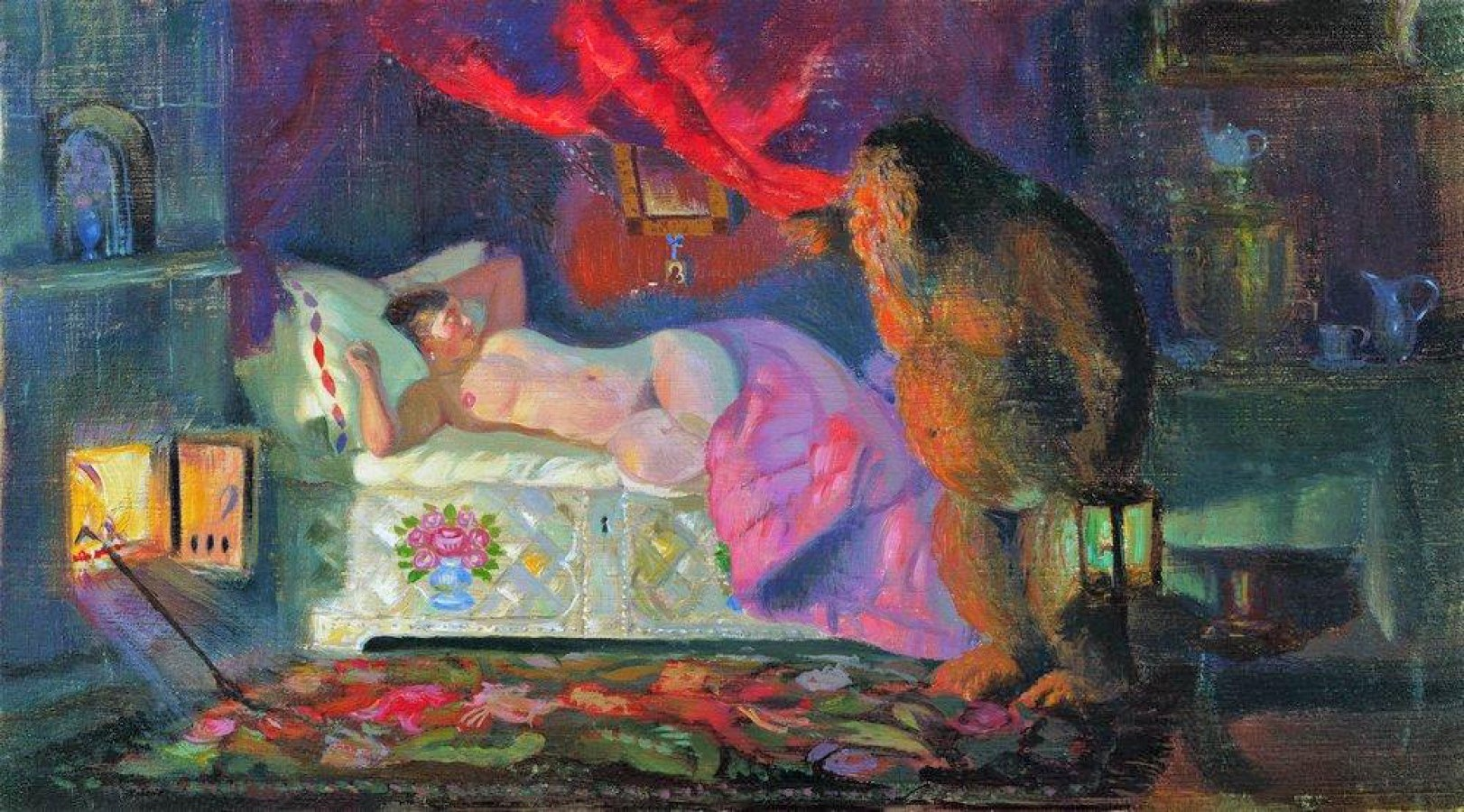
『商人の妻とドモヴォーイ』（ボリス・クストーディエフ画）

ドモヴォーイは各家庭にいるとされ、家や家族を守る精霊である。暖炉の下や地下室、玄関に住むが、納屋や家畜小屋に住んで家畜の面倒をみるものもいる。
ドモヴォーイはおおむね、灰色または白い体毛で、髪と顎髭をもつ毛深い老人や小人として表現され、角や尾を持つとも言われる。さらに、家畜や干し草の姿で現れることもある。人間がドモヴォーイの姿を見ることはとても稀なことであるが、それは同時にとても不幸なことである。人々はドモヴォーイを本来の名前で呼ばないようにし、チェロヴィク（あの人）やデドゥシュカデドゥコ（おじいさん）などの湾曲した表現で呼ぶ。しかしドモヴォーイのすすり泣いたりうなったりする声はよく聞かれるという。また、夜に家がきしむ音がするのは、ドモヴォーイが家事などを片付けているためだとされている。
ドモヴォーイは火と暖かさが好きで、もしドモヴォーイを怒らせるとその家は火災に見舞われるとされている。そのため人々は、夕食の一部をドモヴォーイに供えて機嫌をとる。また、引っ越しの際はドモヴォーイを連れて行くべく、暖炉の火の燃え木を持参して転居先の新しい暖炉に火を移したり、箒などの生活用具の一部を持参したりする。もしドモヴォーイを古い家に置いていくと転居先では凶事が起きると言われている。一方でドモヴォーイは長く住んだ家を離れるのを嫌がることから、転居前に新しい家の暖炉の下にパンを置いてドモヴォーイを引き寄せることもある。
ドモヴォーイは、家族を守るため悪い精霊や侵入者の殺害も厭わない。家族に危険が迫るとそれを知らせ、未来を教えることもある。夜にドモヴォーイの体に触れた時、温かければ幸運があり、冷たければ不運があるとされている。あるいは、就寝中にドモヴォーイに締め付けられたら吉凶を尋ね、回答があれば幸運があり、なければ不運があるとされている。ドモヴォーイの泣き声は、家族の誰かの死が間近い知らせだともされている。気に入らない家族にはいたずらを仕掛けたり、嫌いな家畜は追いかけ回した末に餌を糞に変えて餓死させたりする。
ドモヴォーイにはドモヴィーハ（ドマニャー、ドミーカとも）という妻がいるとされている。ドモヴィーハは床下や地下室に住んでいるとされる。

## 起源
ドモヴォーイは、古い時代の先祖の精霊がその起源だと考えられている。それまで部族という単位でまとまっていた人々が家族という単位で区別されるようになった時に、ドモヴォーイの概念が現れたという。それ以前に部族単位の先祖の精霊として知られていたのがロードであった。

## 伝説
ドモヴォーイおよび同種の神秘的な存在については次のような伝説がある。彼らはかつては天国に住んでいたが、至高神が天地を創造した際に反乱を起こしたため、至高神によって地上へ落とされたという。彼らの一部は人間の住む家やその周辺に落ち、一部は森や湖や川に落ちた。家の中に落ちたのがドモヴォーイで、その家の人々と親しくなった。人家の周囲に落ちたのがドヴォロヴォイ、バーンニク、オヴィンニク、フレヴニクで、人間を警戒している。そして自然界に落ちたのがポレヴィーク、レーシー、ヴォジャノーイ、ルサールカで、人間に危害を加えるという。

## 類似する存在
ドモヴォーイはウクライナではドモヴィークと呼ばれる。イングランドにはドモヴォーイとよく似た性質の精霊ブラウニーがいる。